# 가토리촌
가토리촌(香取村)은 이바라키현 사시마군에 일찍이 존재했던 촌이다.

## 지리
현재의 고가시 남부에 해당한다.

## 역사
- 1889년 4월 1일 - 정촌제 시행에 의해 니시가쓰시카군 가토리촌이 성립하였다.
- 1896년 3월 29일 - 니시가쓰시카군, 사시마군이 통합해 사시마군이 되었다.
- 1955년 3월 16일 - 사쿠라이촌, 오카고촌, 가쓰시카촌과 합병해 소와정이 되어, 동일 가토리촌은 폐지되었다.
- 1968년 1월 1일 - 소와촌이 정으로 승격해 소와정이 되었다.
- 2005년 9월 12일 - 고가 시와 사시마 군 소와 정, 산와 정을 합병해, 새로운 고가시가 성립하였다.

## 인구
| 1891년 | 3,996 |
| 1920년 | 4,327 |
| 1935년 | 4,709 |
| 1950년 | 5,804 |

## 참고문헌
- 角川日本地名大辞典編纂委員会『가도카와 일본 지명 대사전 8 茨城県』、가도카와 쇼텐、1983年 ISBN 4040010809
- 日本加除出版株式会社編集部『全国市町村名変遷総覧』、日本加除出版、2006年、ISBN 4817813180